# Douglas Wilkinson
Cet article concerne un professionnel du cinéma canadien actif dès les années 50. Pour un cinéaste indépendant canadien né en 1974, voir Douglas Wilkinson (1974-).
Douglas Wilkinson est un directeur de la photographie, réalisateur, scénariste et monteur canadien.

## Filmographie

### comme directeur de la photographie
- 1954 : Eye Witness No. 62
- 1965 : Glaciation
- 1967 : Stalking Seal on the Spring Ice: Part 2
- 1967 : Stalking Seal on the Spring Ice: Part 1
- 1967 : Jigging for Lake Trout
- 1967 : Group Hunting on the Spring Ice: Part 3
- 1967 : Group Hunting on the Spring Ice: Part 2
- 1967 : Group Hunting on the Spring Ice: Part 1
- 1967 : Fishing at the Stone Weir: Part 2
- 1967 : Fishing at the Stone Weir: Part 1
- 1967 : Building a Kayak: Part 2
- 1967 : Building a Kayak: Part 1
- 1967 : At the Winter Sea Ice Camp: Part 4
- 1967 : At the Winter Sea Ice Camp: Part 3
- 1967 : At the Winter Sea Ice Camp: Part 2
- 1967 : At the Winter Sea Ice Camp: Part 1
- 1967 : At the Spring Sea Ice Camp: Part 3
- 1967 : At the Spring Sea Ice Camp: Part 2
- 1967 : At the Spring Sea Ice Camp: Part 1
- 1967 : At the Caribou Crossing Place: Part 2
- 1967 : At the Caribou Crossing Place: Part 1
- 1967 : At the Autumn River Camp: Part 2

### comme réalisateur
- 1949 : How to Build an Igloo
- 1951 : Royal Canadian Army Cadets
- 1951 : Cadet Holiday
- 1952 : Land of the Long Day
- 1952 : Arctic Saga

### comme scénariste
- 1949 : How to Build an Igloo
- 1949 : Across Arctic Ungava
- 1952 : Land of the Long Day

### comme monteur
- 1949 : Across Arctic Ungava